# Операция «Мясной фарш» (фильм)
«Операция „Мясной фарш“» (англ. Operation Mincemeat) — художественный фильм режиссёра Джона Мэддена.

## Сюжет
В основе сюжета лежат подлинные исторические события — британская спецоперация по дезинформации германского командования во время Второй мировой войны, с целью скрыть вторжение союзников на Сицилию.

## В ролях
- Колин Ферт — Ивен Монтегю
- Келли Макдональд — Джин Лесли
- Мэттью Макфэдьен — Чарльз Чамли
- Пенелопа Уилтон — Эстер Леггетт
- Джонни Флинн — Ян Флеминг
- Лорн Макфэдьен — Роджер Дирборн
- Джейсон Айзекс — Джон Годфри
- Хэтти Морахан — Айрис Монтегю
- Саймон Расселл Бил — Уинстон Черчилль
- Пол Риттер — Бентли Пуршас
- Марк Гэтисс — Айвор Монтегю
- Александр Байер — Карл Куленталь
- Николас Роу — Дэвид Эйнсворт

## Производство
Проект был анонсирован в мае 2019 года, режиссёром стал Джон Мэдден, а главную роль получил Колин Ферт.
Съёмки начались в декабре 2019 года в Лондоне и Испании.

## Выпуск
В феврале 2021 года Netflix приобрела права на распространение фильма в Северной и Латинской Америке, в то время как кинокомпания Warner Bros будет заниматься дистрибуцией на территории Европы.
Мировая премьера фильма состоялась в 2021 году на Британском кинофестивале в Австралии, а 15 апреля 2022 года — в Великобритании.

## Восприятие
На сайте Rotten Tomatoes фильм имеет рейтинг 93%, основанный на 40 отзывах, со средней оценкой 6,8/10. Консенсус критиков гласит: «если основанная на реальных событиях история окажется более захватывающе необычной, чем это представлено здесь, фильм всё же остаётся увлекательной и хорошо сыгранной военной драмой». На Metacritic средневзвешенная оценка составляет 64 из 100 на основе 17 рецензий.